# En Vivo - Estadio Velez
En Vivo - Estadio Velez es el segundo álbum en vivo de la banda argentina de hard rock Airbag. El álbum fue lanzado el 8 de octubre de 2024. Compuesto por veintitrés canciones de la banda mas dos covers, encapsula la presentación de Airbag que tuvo lugar el 15 de diciembre de 2023 en el Estadio José Amalfitani (Buenos Aires, Argentina), este concierto fue parte de la gira Jinetes Cromados y volvían a realizar un estadio después de 2022.
En el disco están presente varios temas del último álbum Al parecer todo ha sido una trampa y algunos clásicos de los restantes discos. El primer sencillo de difusión fue «Apocalipsis Confort», publicado el 20 de febrero de 2024. 

## Lista de canciones
Todas las canciones escritas y compuestas por Patricio Sardelli, Guido Armido Sardelli y Gastón Sardelli, excepto donde se indique. 
| Álbum |                                       |                              |          |  |
| N.º   | Título                                | Escritor(es)                 | Duración |  |
| 1.    | «Perdido»                             |                              | 4:16     |  |
| 2.    | «Por Mil Noches»                      |                              | 5:03     |  |
| 3.    | «Intoxicarme»                         |                              | 3:16     |  |
| 5.    | «Cae El Sol»                          |                              | 4:07     |  |
| 6.    | «Noches de Insomnio»                  |                              | 3:23     |  |
| 7.    | «Vivamos el Momento»                  |                              | 4:22     |  |
| 8.    | «Have You Ever Seen the Rain?»        | Creedence Clearwater Revival | 2:36     |  |
| 9.    | «La partida de la gitana (Si te vas)» |                              | 2:51     |  |
| 10.   | «Diez Días Después»                   |                              | 4:08     |  |
| 11.   | «Colombiana»                          |                              | 3:28     |  |
| 12.   | «Pensamientos»                        |                              | 4:01     |  |
| 13.   | «Apocalipsis Confort»                 |                              | 4:21     |  |
| 14.   | «Nunca Lo Olvides»                    |                              | 4:03     |  |
| 15.   | «Cuchillos Guantanamera»              |                              | 4:03     |  |
| 16.   | «Motor Enfermo (Frankenstein)»        |                              | 5:00     |  |
| 17.   | «Ganas de Verte»                      |                              | 2:46     |  |
| 18.   | «Huracán»                             |                              | 4:18     |  |
| 19.   | «Kalashnikov»                         |                              | 3:45     |  |
| 20.   | «Como un Diamante»                    |                              | 3:33     |  |
| 21.   | «Mi Sensación»                        |                              | 4:02     |  |
| 22.   | «La Moda del Montón»                  |                              | 3:30     |  |
| 23.   | «Über Puber»                          |                              | 3:01     |  |
| 24.   | «Jinetes Cromados»                    |                              | 3:11     |  |
| 25.   | «Himno Nacional Argentino»            | Vicente Lopez y Planes       | 4:29     |  |
| 97:08 |                                       |                              |          |  |

### Nota
- «Bajos instintos», «Va a ser difícil olvidar», «Cicatrices» y «Culpables» fueron interpretadas en el espectáculo pero no fueron incluidas en el disco.

## Músicos
Airbag
- Patricio Sardelli - voz, guitarra, piano, guitarra acústica.
- Guido Sardelli - voz, guitarra, piano.
- Gastón Sardelli - bajo, coros.

Músicos invitados
- Sebastián Roascio Goldar - batería.
- José Luis Berrone - teclados y programaciones.